# 日紫喜勝也
日紫喜 勝也（ひしき かつなり、1941年9月 - ）は、日本の建築家である。西日本工業大学工学部建築学科教授。

## 略歴
福岡県生まれ。武蔵高等学校、西日本工業大学工学部建築学科を卒業、同大学大学院工学系研究科建築学専攻を修了。
2000年、妻で料理家の前田直子と共にマスキオフィス（MO）を設立。

## 作品・受賞歴
- セメント協会第11回【論文】 (受賞)（1983年）

## 研究活動
- セメント硬化体の乾燥に関する研究

若材令から乾燥を受けるセメント硬化体中の水分移動、それに対応する水和進行問題、各種強度問題、乾燥収縮応力問題、クリープ問題、ひびわれ発生問題等に関する総合的な研究。
- コンクリート用細骨材の表乾判定に関する研究

多種多様のコンクリート用細骨材出現に対しての現行のJISによる細骨材表乾判定方法適用はかなりの問題を呈しているが、『乾燥速度法』なる新概念の表乾状態判定法を提案し、多面からその妥当性を検討した一連の研究。
- コンクリートスラッジ混入コンクリートに関する研究

生コン工場で多量に発生する産業廃棄物としてのスラッジをコンクリートに混入して、そのコンクリートとしての性能を多面から検討した一連の研究。